# Brosse éventail
Pour les articles homonymes, voir Brosse.

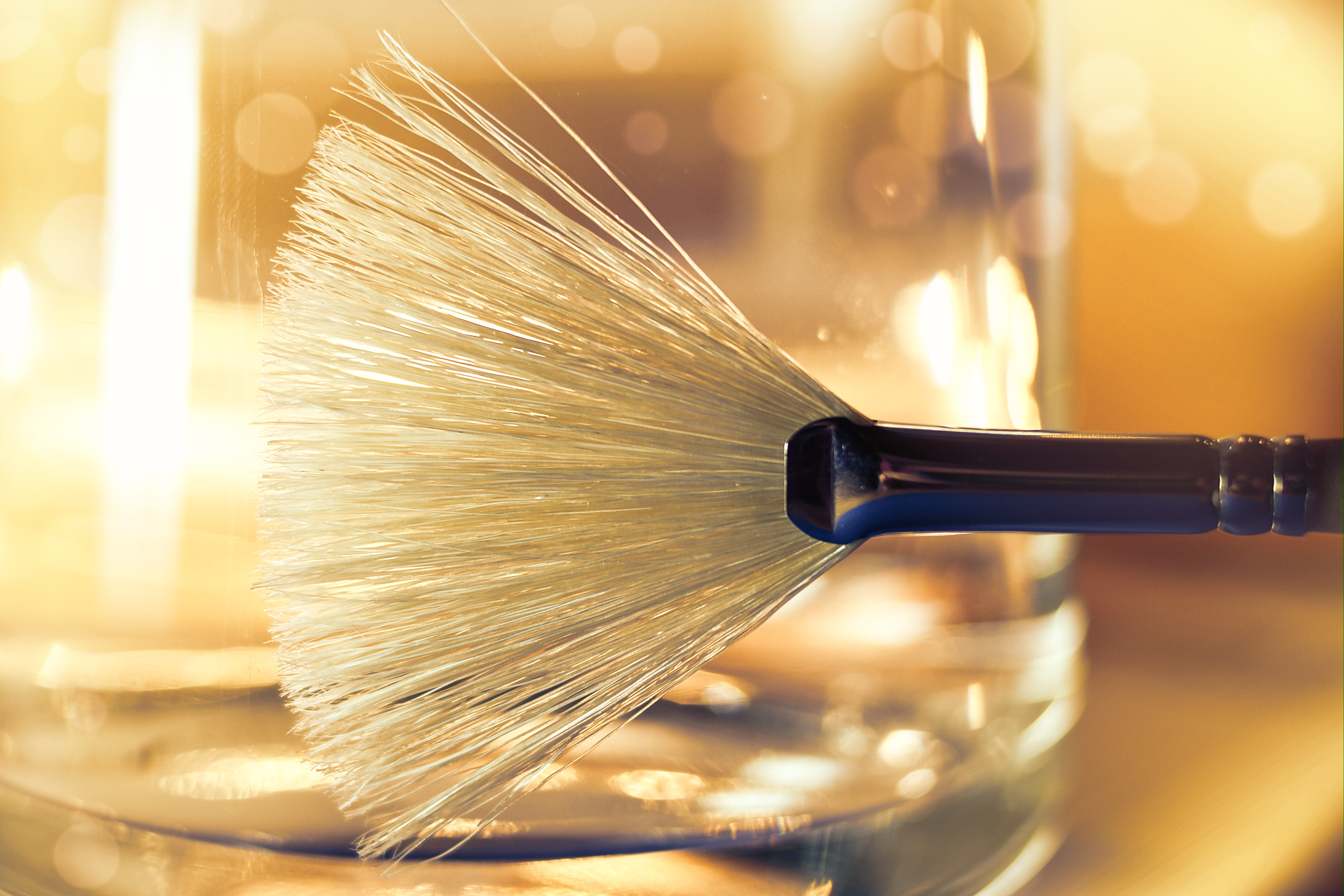
Une brosse éventail

Une brosse éventail ou brosse en éventail ou pinceau éventail est une brosse à peindre pour la penture d'art ou le maquillage dont les poils forment un éventail. En anglais, il est appelé fan brush, en allemand Fächerpinsel. Sa forme particulière permet de balayer, fondre, créer des effets graphiques.
Le terme de Pinceau éventail s'applique plutôt aux instruments dont les poils sont doux et fournis, tandis que brosse convient à ceux dont le poil est dur. En conséquence pinceau éventail s'applique plus particulièrement aux éventails pour l'aquarelle et le maquillage, brosse éventail à ceux pour la peinture à l'huile et l'acrylique ; les pinceaux aux poils forts utilisés pour ces techniques sont en effet appelés brosses, brosses à tableaux.

## Composition
Comme tout pinceau, l'éventail se compose d'une touffe, d'une virole et d'un manche. Il fait partie des pinceaux plats, il existe en plusieurs tailles. Sa sortie (les fibres dépassant de la virole) mesure de un à cinq centimètres de long environ. Sa virole métallique (laiton nickelé, aluminium) est ronde du côté du manche, plate du côté de la sortie. Elle est échancrée latéralement pour que les fibres se répartissent en éventail. Il existe des pinceaux éventail crantés avec deux longueurs de fibres alternées qui forment des crans. Le manche est généralement en bois vernis ou laqué.
Les fibres d'un pinceau éventail peuvent être des soies de porc, des poils de blaireau, de chèvre, de martre kolinsky ou d'autres poils fins naturels, ou des fibres synthétiques, ou encore un mélange de poils naturels et de fibres synthétiques. Ces filaments ont des grosseurs, des propriétés et une nervosité différentes qui déterminent leur usage. Les soies de porc et les poils de blaireau, forts, servent pour l'huile et l'acrylique ; la martre kolinsky, pour toutes les techniques ; la chèvre et les mélanges, fins, pour le maquillage.

## Fabrication
Comme les autres pinceaux d'art, l'éventail est fabriqué à la main. Chaque type de pinceau fait appel à un savoir-faire. La majeure partie des étapes de fabrication de l'éventail est similaire aux autres pinceaux, sa particularité est la réalisation de cette forme.
La pincelière (le plus souvent, ou le pincelier) confectionne d'abord la touffe. Elle prend une exacte pincée de fibres entre ses doigts et l'introduit, pointes vers le bas, dans un " moule ", petit godet dont l'intérieur correspond à la sortie du pinceau. La pincelière tapote le moule pour faire descendre les fibres. La touffe est mise en forme en la faisant tourner entre les doigts à plusieurs reprises, elle est nouée avec un fil, retirée du moule et mise dans une virole. Pour former l'éventail, la pincelière aplatit la virole à la pince pour qu'il s'ouvre . Un tour de main est nécessaire pour que les fibres fines se répartissent en couche régulière. Tout au long de la fabrication, la touffe est peignée, contrôlée, mesurée. Enfin, elle est collée dans la virole, le manche introduit et la virole sertie (serrée) pour maintenir l'ensemble touffe-virole-manche. Le manche est marqué au nom du fabricant.
Les pinceaux éventails sont produits dans les grands centres de fabrication de pinceaux : Saint-Brieuc (France, Bretagne), Bechhofen (Allemagne, Bavière). L'éventail fait partie des pinceaux plats qui ont bénéficié de l'adoption des viroles métalliques au XVIIIe siècle. Elles ont facilité la production de ces pinceaux et contribué à l'essor des fabriques de pinceaux à partir de cette époque. Auparavant, ils étaient confectionnés au sein des ateliers d'artistes.

## Utilisations
Le pinceau éventail sert à balayer, estomper, fondre les couleurs, créer des effets graphiques, aussi bien dans les différentes techniques de peintures (aquarelle, huile, acrylique, peinture sur tissus) qu'en maquillage. L'implantation des fibres en éventail permet d'effectuer ce type d'actions. Parmi les brosses en général, la forme demi-lune se retrouve aussi sur des balais, balayettes, des époussettes qui servent de façon similaire à balayer, à dépoussiérer avec légèreté.

### Utilisations en peinture
Avec la peinture à l'huile, la peinture acrylique, les glacis, le pinceau éventail peut s'employer à sec pour modifier l'aspect, la direction d'une matière déjà appliquée. Avec l'aquarelle et l'encre, humides, il permet des effets graphiques. Les éventails crantés servent aussi à réaliser des traits, des rayures etc. [réf. nécessaire]

### Utilisations enmaquillage
L'éventail intervient dans le travail du teint, des poudres, des ombres à paupières. Il permet de balayer avec délicatesse les surplus, d'enlever sans traces. Il peut aussi servir à appliquer les poudres en épousant précisément les contours. Dans l'application du vernis à ongles et en peinture corporelle, les éventails crantés permettent également de dessiner des traits, des rayures etc.[réf. nécessaire]